# Scybalophagus zumpti
Scybalophagus zumpti är en skalbaggsart som beskrevs av Frey 1963. Scybalophagus zumpti ingår i släktet Scybalophagus och familjen bladhorningar. Inga underarter finns listade i Catalogue of Life.